# Hypodontium dregei
Hypodontium dregei är en bladmossart som beskrevs av C. Müller 1899. Hypodontium dregei ingår i släktet Hypodontium och familjen Pottiaceae. Inga underarter finns listade i Catalogue of Life.